# Dodro
Dodro és un municipi de la província de la Corunya a Galícia. Pertany a la Comarca do Sar. Limita a l'oest amb Rianxo, Lousame, Rois i Padrón, i a l'est, amb el riu Ulla que el separa de Valga.
| 3.181 | 3.213 | 3.262 | 3.542 | 3.162 |
| Fonts: INE i IGE (Els criteris de registre censal variaren i les dades de l'INE i de l'IGE poden no coincidir.) |       |       |       |       |

## Parròquies
- Dodro (Santa María)
- Laíño (San Xián)
- San Xoán de Laíño (San Xoán)